# District de Höyhtyä
Le district de Höyhtyä (en finnois : Höyhtyän suuralue) est un district de la ville d'Oulu en Finlande.

## Description
Le district a 9 170 habitants (31.12.2018)
.